# Arnoštka Roubíčková
Arnoštka Roubíčková (roz. Ernestina Popperová, 1. června 1869 Kralovice – asi 1942 Vyhlazovací tábor Treblinka) byla česká módní návrhářka a podnikatelka židovského původu, jedna z nejvýznamnějších tvůrkyň předválečné československé módy a majitelka známého módního salonu a krejčovství v pražském Paláci Koruna. Zahynula v koncentračním táboře během holocaustu za druhé světové války.

## Život

### Mládí
Narodila se v městečku Kralovice nedaleko Rakovníka ve středních Čechách v židovské rodině obchodníka Marcuse Poppera a Heleny, rozené Weilové. Vyučila se v letech 1890 až 1892 dámskou krejčovou. Roku 1895 se vdala za Julia Roubíčka, obchodníka s uherským obilím, s ním počala děti Adélu, Josefa a Helenu. Rodina žila v Praze. Poté se však se svým manželem rozešla a roku 1909 také rozvedla.

### Podnikání

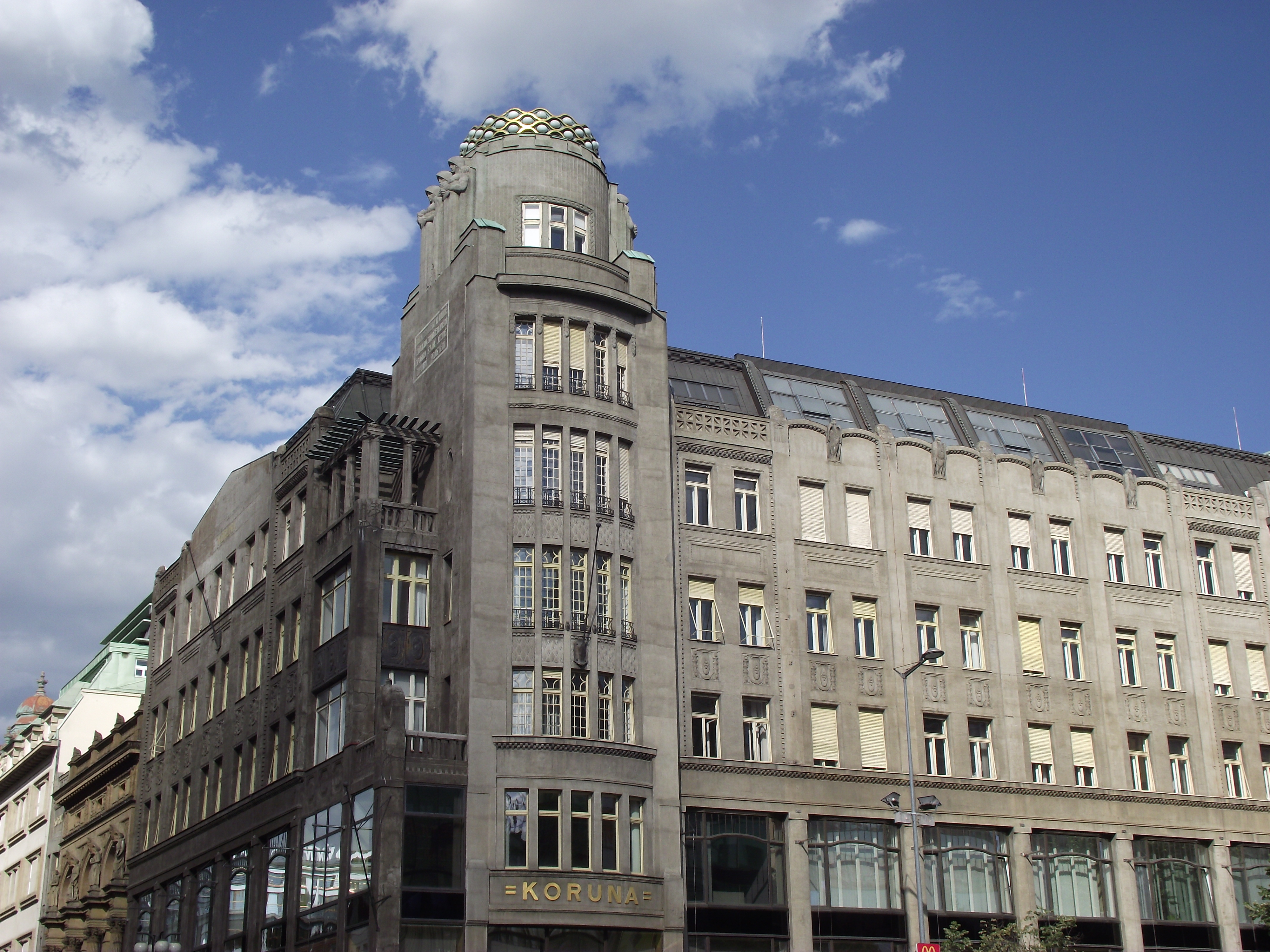
Palác Koruna na Václavském náměstí, sídlo Modelového domu Roubíček

Od roku 1909 pak provozovala krejčovský salón v ulici Nekázanka na Novém Městě, kde s rodinou žila. Byly zde jako krejčové a návrhářky zaměstnány dcery Adéla a Helena (spolu s dalšími příbuznými). Módní salón se pak pod názvem Modelový dům Roubíček roku 1916 přesunul do druhého patra nedalekého nově postaveného luxusního obchodního Paláce Koruna na roku ulice Na Příkopě a Václavského náměstí. Modely salonu byly ovlivněny stylem secese a art deco, podnik patřil mezi nejprestižnější v Praze, jeho modely oblékala například herečka Hedy Lamarrová. Rovněž salón spolupracoval s fotografem Františkem Drtikolem, který pro něj opatřoval modelové fotografie. Roubíčková svůj salón úspěšně řídila i v početné pražské konkurenci, na prvním místě reprezentované salónem Hany Podolské, ale také krejčovství Oldřicha Rosenbauma, Vendelína Mottla v nedalekém Mottlově domě u Jungmannova náměstí či salónu J. Novák v obchodním domě U Nováků ve Vodičkově ulici.
Od období zřízení tzv. druhé republiky roku 1938 a následného vzniku Protektorátu Čechy a Morava 15. března 1939 byla rodina Roubíčkové kvůli svému židovskému původu na základě tzv. Norimberských zákonů perzekvována úřady nacistického Německa. V rámci procesu tzv. arizace hospodářství byla nucena prodat podíl ve firmě nežidovskému vlastníkovi a ta byla následně přejmenována, aby bylo odstraněno židovské příjmení z jejího názvu.

### Úmrtí
Arnoštka Roubíčková obdržela okolo roku 1941 příkaz k nástupu do transportu do koncentračního tábora. Nejprve byla nejspíš internována v Terezínském táboře, později byla přesunuta do vyhlazovacího tábora Treblinka na dnešním území Polska, kde, pravděpodobně roku 1942 v plynových komorách, zemřela.

### Rodinný život
Byla vdaná za obchodníka Julia Roubíčka, v manželství se jí narodily děti Adéla, Josef a Helena. Těm se před druhou světovou válkou podařilo dostat do Spojených států, kde posléze zůstali natrvalo. Dcera Helena, provdaná Mautnerová, později o své rodině vydala knihu pamětí.